# Accaribo
Accaribo, ook geschreven als Acaribo en Ackaribo, is een plaats en voormalige plantage in Para, een district in Suriname. Acaribo ligt aan de linkeroever van de Surinamerivier, stroomafwaarts ten opzichte van La Vigilantia en Smalkalden. 
De plaats is nu kleiner dan de andere twee en de plantage was vroeger juist groter.

## Klaverbladmijn
Bij het dorp ligt de Klaverbladmijn waar Suralco bauxiet won. In 2017 brak hier de damwand, waardoor het dorp werd getroffen door een vloedgolf. Als gevolg kalfden er ook oevers af.

## Plantage
Als plantage kende het de naam Gran Pranasie in het Sranantongo. De oppervlakte was 2380 akkers in 1770 en 1795. Eind 18e eeuw werd er suiker verbouwd en begin 20e eeuw koffie. Aan de overzijde van de Surinamerivier ligt de voormalige plantage Rorac.

## Galerij

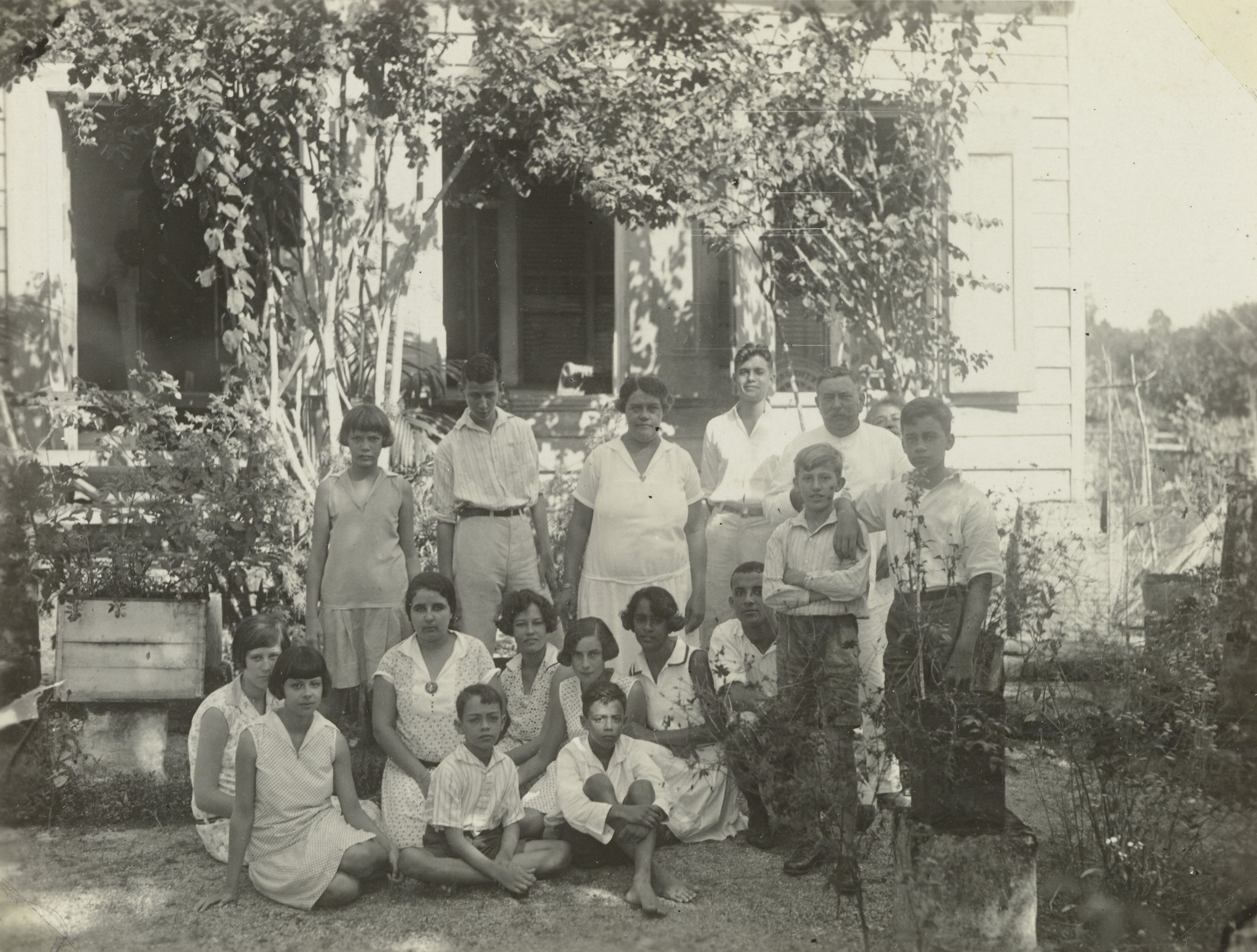
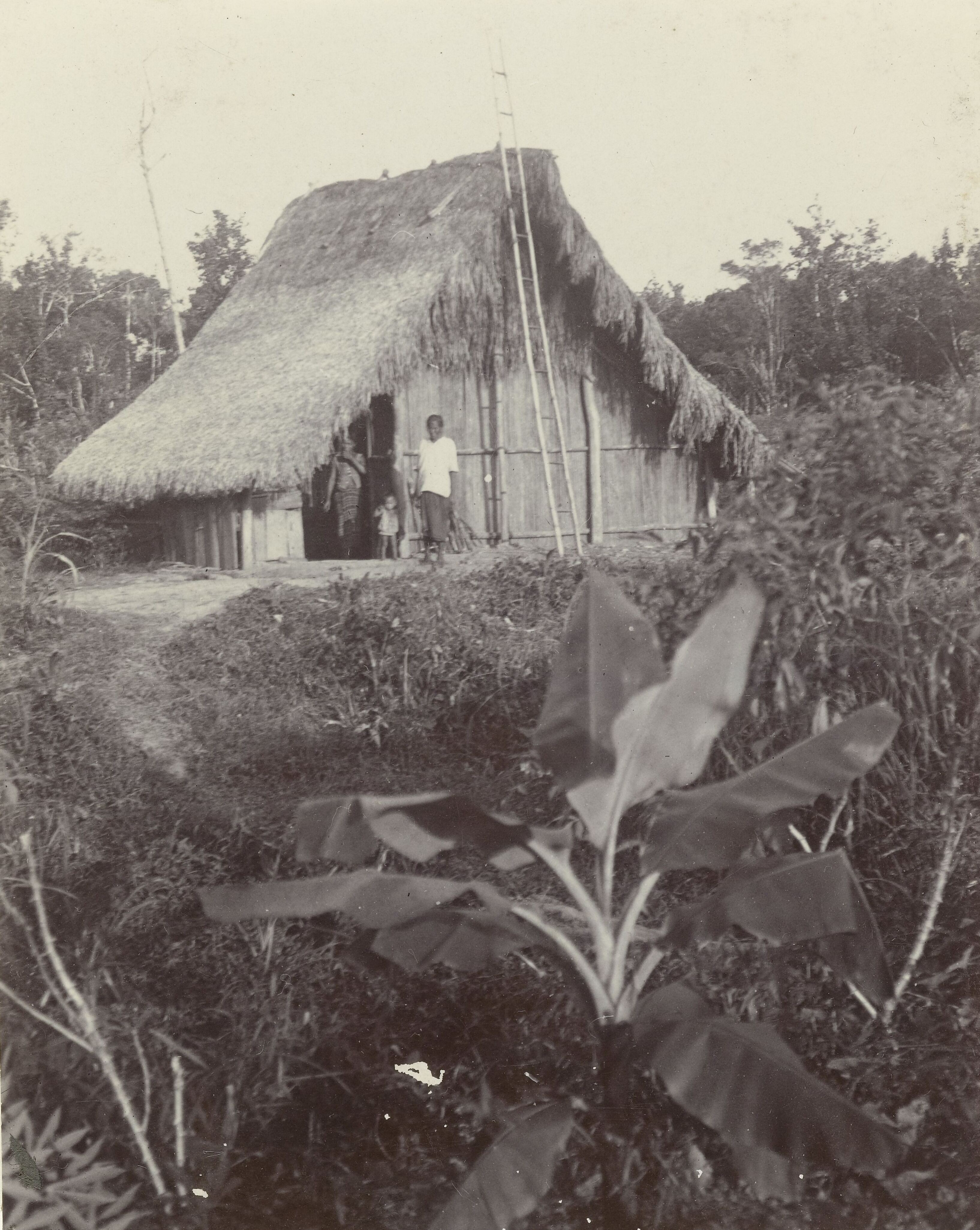
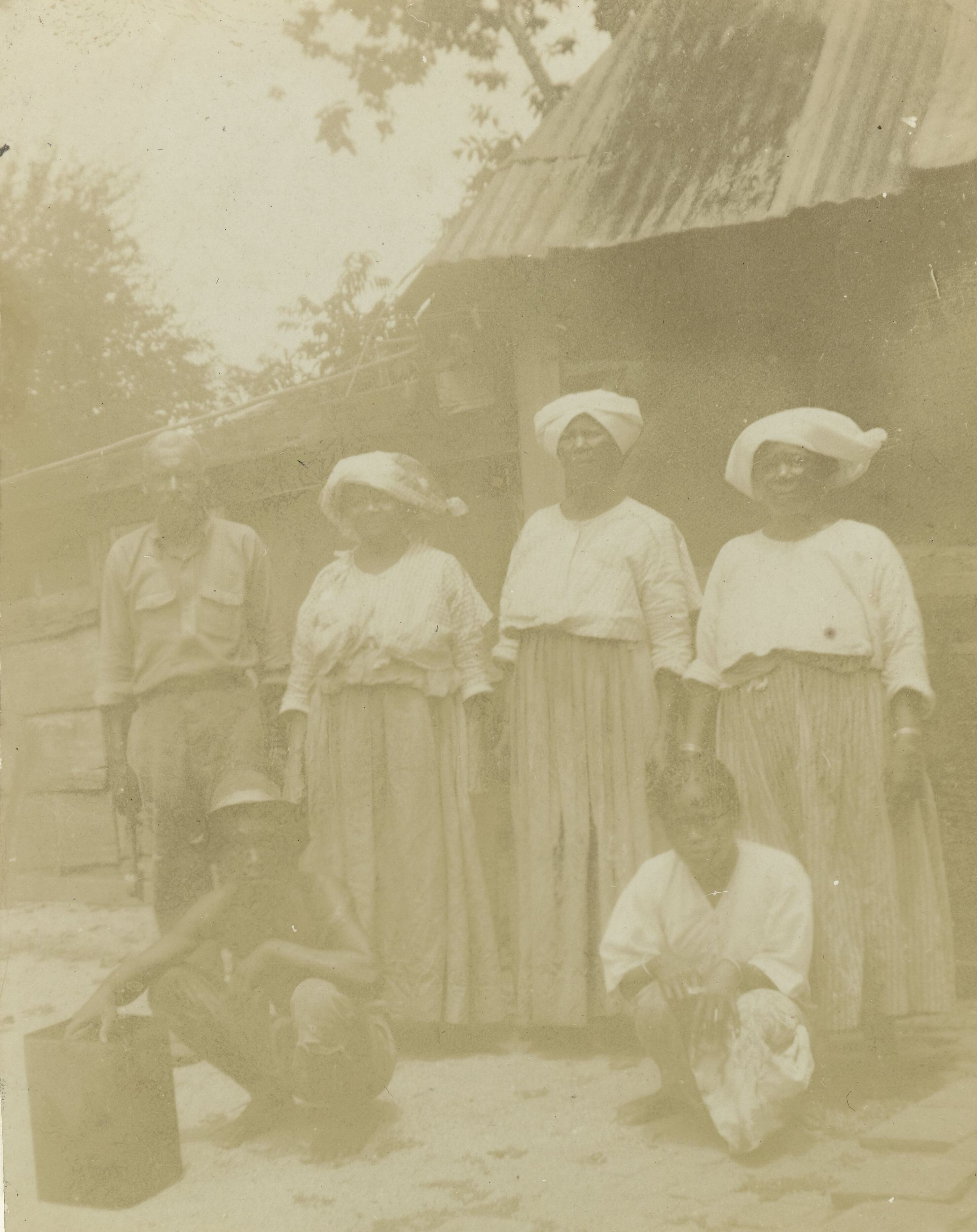